# U2 3D

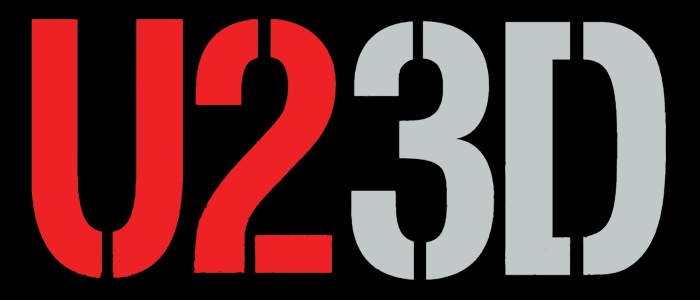
U2 3D logotyp

U2 3D är en musikfilm från 2006 som visar rockgruppen U2 i konserter i Sydamerika. Filmen är den första digitala livefilmen inspelad i 3D-teknik. U23D fick beröm för sin teknik och innovation, den har vunnit flera priser och fick mestadels positiva recensioner.